# آلبرت هال (بازیکن فوتبال، زاده ۱۹۱۸)
آلبرت هال (انگلیسی: Albert Hall؛ ۳ سپتامبر ۱۹۱۸ – فوریه ۱۹۹۸) بازیکن فوتبال در پست مهاجم اهل انگلستان بود.

## باشگاهی
از باشگاه‌هایی که در آن بازی کرده‌است می‌توان به باشگاه فوتبال پورت ویل، باشگاه فوتبال لوتون تاون، باشگاه فوتبال تاتنهام هاتسپر، باشگاه فوتبال پلیموث آرگیل و باشگاه فوتبال چلمزفورد سیتی اشاره کرد.